# 1948년 동계 올림픽
1948년 동계 올림픽(영어: 1948 Winter Olympics, V Olympic Winter Games, 독일어: Olympische Winterspiele 1948, 프랑스어: Jeux olympiques d'hiver de 1948, 이탈리아어: V Giochi olimpici invernali)은 1948년 1월 30일부터 2월 8일까지 스위스 장크트모리츠에서 개최된 제5회 동계 올림픽이다.

## 참가국
1948년 동계 올림픽의 참가국은 다음과 같다. 독일과 일본은 제2차 세계 대전을 이유로 참가가 거부되었다. 칠레, 덴마크, 아이슬란드, 대한민국(대회 당시에는 미군정 조선), 레바논 5개국이 처음으로 동계 올림픽에 참가했다. 일본으로부터 독립한 대한민국은 최초로 태극기를 달고 대한민국 유니폼을 입고 출전하였다.
| \| - 아르헨티나 (9) - 오스트리아 (54) - 벨기에 (11) - 불가리아 (4) - 캐나다 (28) - 칠레 (4) - 덴마크 (2) - 스페인 (6) - 핀란드 (4) - 프랑스 (36) \| - 영국 (55) - 그리스 (1) - 헝가리 (22) - 아이슬란드 (4) - 이탈리아 (57) - 대한민국 (3) - 레바논 (2) - 리히텐슈타인 (10) - 네덜란드 (4) - 노르웨이 (49) \| - 폴란드 (29) - 루마니아 (7) - 스위스 (70) (개최국) - 스웨덴 (43) - 체코슬로바키아 (47) - 튀르키예 (4) - 미국 (69) - 유고슬라비아 (17) \| | | |
| - 아르헨티나 (9) - 오스트리아 (54) - 벨기에 (11) - 불가리아 (4) - 캐나다 (28) - 칠레 (4) - 덴마크 (2) - 스페인 (6) - 핀란드 (4) - 프랑스 (36) | - 영국 (55) - 그리스 (1) - 헝가리 (22) - 아이슬란드 (4) - 이탈리아 (57) - 대한민국 (3) - 레바논 (2) - 리히텐슈타인 (10) - 네덜란드 (4) - 노르웨이 (49) | - 폴란드 (29) - 루마니아 (7) - 스위스 (70) (개최국) - 스웨덴 (43) - 체코슬로바키아 (47) - 튀르키예 (4) - 미국 (69) - 유고슬라비아 (17) |

## 개최 종목
| - 노르딕복합 - 봅슬레이 - 스켈레톤 - 스키점프 - 스피드스케이팅 | - 아이스하키 - 알파인스키 - 크로스컨트리 - 피겨스케이팅 |

### 시범 종목
- 동계5종
- 밀리터리패트롤

## 메달 집계
| 순위 | 국가       | 금메달 | 은메달 | 동메달 | 합계 |
| ---- | ---------- | ------ | ------ | ------ | ---- |
| 1    | 노르웨이   | 4      | 3      | 3      | 10   |
| 1    | 스웨덴     | 4      | 3      | 3      | 10   |
| 3    | 스위스     | 3      | 4      | 3      | 10   |
| 4    | 미국       | 3      | 4      | 2      | 9    |
| 5    | 프랑스     | 2      | 1      | 2      | 5    |
| 6    | 캐나다     | 2      | 0      | 1      | 3    |
| 7    | 오스트리아 | 1      | 3      | 4      | 8    |
| 8    | 핀란드     | 1      | 3      | 2      | 6    |
| 9    | 벨기에     | 1      | 1      | 0      | 2    |
| 10   | 이탈리아   | 1      | 0      | 0      | 1    |